# Simjaniwka
Simjaniwka (ukr. Сім'янівка) – wieś na Ukrainie, w obwodzie sumskim, w rejonie konotopskim, w hromadzie Dubowjaziwka. W 2001 liczyła 865 mieszkańców.